# Jankó József
Jankó József (Jankó Ferenc József; Orosháza, 1909. október 4. – Budapest, 1992. szeptember 14.) magyar közgazdász, mezőgazdasági mérnök.

## Élete
Evangélikus családban született. Elemi és középiskoláit szülővárosában végezte, 1928-ban érettségizett. A budapesti tudományegyetem közgazdaság-tudományi karának mezőgazdasági osztályán végzett 1932-ben, majd a következő évben közgazdasági doktori oklevelet is szerzett.
Diplomázása után előbb egy évig az árpádhalmi bérgazdaság segédtisztje lett, majd dr. Nagypataki Béla törteli magángazdaságát vezette. 1934 után a József Nádor Műszaki és Gazdaságtudományi Egyetem Mezőgazdasági Osztályának Üzemtani Tanszékének előbb gyakornoka, majd tanársegéde, rövidesen pedig a tanszék tangazdaságának vezetője lett.
1941-től a csurgói mezőgazdasági középiskola tanára és igazgatóhelyettese volt, 1943 és 1949 közt pedig az Országos Mezőgazdasági Üzemi és Termelési Költségvizsgáló Intézet előadója, majd főelőadója lett. 1949–1952 közt a Mezőgazdasági Szervezési Intézet osztályvezetőjeként, az azt követő években pedig a martonvásári Növénytermelési Kutató Intézet osztályvezető tudományos munkatársaként tevékenykedett.
1953-ban kapcsolódott be a felsőfokú agrárszakoktásba, mint az Agrártudományi Egyetem (ATE) egyetemi docense, illetve a Mosonmagyaróvári Mezőgazdasági Akadémia Üzemtani Tanszékének előbb tanszékvezetője, majd (1962. június 19-étől) tanszékvezető egyetemi tanára. Közben, 1961-ben megszerezte a mezőgazdasági tudományok kandidátusa fokozatot.
Tudományos pályafutása kezdetén a mezőgazdasági kisüzemek és részesbérletek jövedelmezőségével és teljesítőképességük vizsgálatával, valamint fejlesztési lehetőségeikkel foglalkozott, később érdeklődése kiterjedt a mezőgazdasági költségszámítások módszertanára is. Jelentős eredményeket ért el az állami gazdaságok számlakeretének kialakítása, a füves vetésforgók magyarországi alkalmazásának bevezetése terén is.

## Magánélete
Három gyermeke született: Jankó Géza, Hegedűs Tulióné Jankó Katalin és Fodor Jánosné Jankó Judit.

## Emlékezete
- Emléktábláját 2022. június 18-án helyezték el a mosonmagyaróvári egyetemi kar „B” épületének homlokzatán.
- Síremléke az Óbudai temetőben található.

## Társadalmi szervezeti tagságai
- Tagja volt az MTA Mezőgazdasági Ökonómiai és Üzemszervezési Bizottságának, a Magyar Agrártudományi Egyesület (MAE) Agrártörténeti Szakosztályának, illetve a Mezőgazdasági és Élelmezésügyi Minisztérium (MÉM) tanácsadó testületének.

## Díjai, elismerései
- Szocialista Munkáért Érdemérem (1960)[2]
- Munka Érdemrend arany fokozata (1973)[3]

## Főbb művei
- Részesbérletek Békés vármegyében és azok üzemi jelentősége. Egyetemi doktori értekezés. (Budapest, 1933)
- Alföldi kis- és középüzemek vagyoni helyzete és jövedelmi eredményei az 1935. évben. Reichenbach Bélával. (Magyar Gazdák Szemléje, 1937 és külön: A Duna-Tisza Közi Mezőgazdasági Kamara Számtartási Osztályának Kiadványai. 2. Budapest, 1937)
- A rizstermesztés költségei. (Agrártudomány, 1949)
- A szocialista mezőgazdasági üzem termelőeszközei. Mezőgazdasági technikumi tankönyv. Erdős Sándorral. (Budapest, 1950)
- A növénytermelés szervezése. Mezőgazdasági technikumi tankönyv. Szentmártoni Lajossal. (Budapest, 1950)
- A helyesen alkalmazott vetésforgó. (A Szabad Föld Téli Esték Füzetei. 8. Budapest, 1951)
- A füves vetésforgós gazdálkodási rendszer. Mezőgazdasági technikumi jegyzet. Gyulai Istvánnal, Szentmártoni Lajossal. (Budapest, 1952)
- A füves vetésforgós gazdálkodási rendszer hazai alkalmazásának néhány fontos kérdéséről. (Agrártudomány, 1952)
- Az állattenyésztés szervezése. (Mezőgazdasági üzemszervezés. Budapest, 1957)
- Néhány gondolat a belterjességről. (Magyar Mezőgazdaság, 1957)
- A termelőszövetkezetek szervezésének földrendezési problémái. (A Mosonmagyaróvári Mezőgazdasági Akadémia 1958. évi tudományos ülésszakán tartott előadások. Mosonmagyaróvár, 1959 és A Mosonmagyaróvári Mezőgazdasági Akadémia Évkönyve, 1959)
- A majorok helyének kijelölése a termelőszövetkezetekben. – Milyen takarmánynövényeket termeljenek a tsz-ek? (Magyar Mezőgazdaság, 1959)
- Mezőgazdasági üzemtan. Dobos Károllyal, Tóth Mihállyal, Vágsellyei Istvánnal. (Budapest, 1959. 4. javított és bővített kiadás. 1968.)
- Szarvasmarha-tenyésztés szervezése. Sertéstenyésztés szervezése. Földrendezés. (Termelőszövetkezeti üzemszervezés gyakorlati kézikönyve. Budapest, 1960)
- A tehenészet takarmányköltségét alakító néhány tényező vizsgálata. Kandidátusi értekezés (Mosonmagyaróvár, 1960)
- A magyar mezőgazdaság zsebkönyve. Többekkel. (Budapest, 1960)
- A takarmányozási költség csökkentésének lehetőségei és eszközei a tehenészetben. Monográfia. A kandidátusi értekezés átdolgozott változata. (A nagyüzemi gazdálkodás kérdései. Budapest, 1962)
- A közgazdasági oktatás és a gyakorlati képzés múltja és jelenlegi helyzete Főiskolánkon. (A Mosonmagyaróvári Agrártudományi Főiskola Közleményei, 1968)

## Külső hivatkozások
- Halálhír. (Népszabadság–Magyar Nemzet, 1992. szept. 12.)
- Jankó József (Acta Óváriensis, 1992)
- Tenk Antal: Jankó József – Dobos Károly: Jankó József. A tanítvány, a munkatárs, a barát emlékezése Jankó József professzorról. (Gazdálkodás, 1992)
- A tanszékek és egységek története. 1954–1993. Szerk. Czimber Gyula és Horváth Károly. (Mosonmagyaróvár, 1993)
- Moson megyei életrajzi lexikon. (Mosonmagyaróvár, 2006)